# باب هسفورد
باب هسفورد (انگلیسی: Bob Hesford; ۱۳ آوریل ۱۹۱۶ – ۱۵ ژوئن ۱۹۸۲) بازیکن فوتبال اهل بریتانیا بود.
از باشگاه‌هایی که در آن بازی کرده‌است می‌توان به باشگاه فوتبال هادرزفیلد تاون و باشگاه فوتبال استالی‌بریج سلتیک اشاره کرد.